# Краснокамск
Краснока́мск — город краевого значения в Пермском крае России, административный центр Краснокамского городского округа.
Население — 47 968 чел. (2023).

## География
Расположен на правом берегу реки Камы в 34 км к западу от Перми (в 47 км ниже по реке, по автодороге расстояние 35 км). Краснокамск является городом-спутником Перми, входит в состав Пермской агломерации. Территория города разделяется на 13 микрорайонов. 
В городе протекают реки Кама, Малая Ласьва с притоком Городище, Пальта, Ласьва.

## История
Основание города связано с началом строительства Камского целлюлозно-бумажного комбината. В 1929 году была выбрана площадка для строительства комбината и рабочего посёлка между деревнями Стрелка и Конец-Бор, в 1930 году состоялась закладка комбината. Посёлок первоначально назывался Бумстрой, а в 1933 году ему присвоено имя Краснокамск и статус посёлка городского типа.
В 1934 году на территории комбината при бурении на воду Иваном Михайловичем Пичугиным была найдена нефть. В 1936 году началась добыча нефти на территории города.
По масштабам производства Камский ЦБК, давший первую продукцию в 1936 году, был самым крупным в Европе. Сооружение комбината способствовало возникновению Закамской ТЭЦ, бумажной и печатной фабрики «Гознак», сульфитно-спиртового завода.
7 октября 1938 года Указом Президиума Верховного Совета РСФСР рабочий посёлок Краснокамск получил статус города.
В августе 1941 года, в связи с начавшейся Великой Отечественной войной, основная часть оборудования Ленинградского монетного двора была эвакуирована в Краснокамск и расположена в помещениях бумажной фабрики «Гознак». В связи с блокадой Ленинграда и вступлением многих рабочих и служащих Ленинградского монетного двора в отряды народного ополчения, на создаваемый Краснокамский монетный двор было откомандировано всего около сорока квалифицированных работников, которые в октябре 1941 года запустили его в эксплуатацию (выпускались монеты, ордена и медали СССР). Краснокамский монетный двор по своей производственной мощности не удовлетворял возросшую потребность в орденах и медалях, а возможностей для его расширения не было, поэтому Совет Народных Комиссаров СССР поручил Наркомфину СССР создать Монетный двор в Москве, которому были выделены производственные помещения на территории Московской печатной фабрики «Гознак».
На базе эвакуированного из Подмосковья предприятия в 1942 году был создан завод металлических сеток. В 1943 году на базе другого эвакуированного предприятия (Бердянский крекинг-завод) был построен нефтеперерабатывающий завод. Позднее были построены предприятия лёгкой и пищевой промышленности.

## Население
| 1939    | 1959    | 1962    | 1963    | 1967    | 1970    | 1979    | 1982    | 1986    | 1987    |
| ------- | ------- | ------- | ------- | ------- | ------- | ------- | ------- | ------- | ------- |
| 30 000  | ↗54 715 | ↗56 000 | ↗56 700 | ↘55 000 | ↗55 073 | ↗56 209 | ↘56 000 | ↗57 000 | ↗58 000 |
| 1989    | 1992    | 2000    | 2001    | 2002    | 2003    | 2005    | 2006    | 2007    | 2008    |
| ↘57 681 | ↘57 500 | ↘56 200 | ↘56 000 | ↘53 724 | ↘53 700 | ↘52 800 | ↘52 700 | ↘52 500 | ↗52 600 |
| 2009    | 2010    | 2011    | 2012    | 2013    | 2014    | 2015    | 2016    | 2017    | 2018    |
| ↗52 644 | ↘51 916 | ↘51 900 | ↗52 424 | ↗53 180 | ↗53 697 | ↗53 939 | ↗53 964 | ↘53 864 | ↘53 631 |
| 2019    | 2020    | 2021    | 2023    |         |         |         |         |         |         |
| ↘53 245 | ↘52 537 | ↘48 778 | ↘47 968 |         |         |         |         |         |         |

На 1 января 2025 года по численности населения город находился на 328-м месте из 1124 городов Российской Федерации.
В возрастной структуре населения высокая доля лиц старше трудоспособного возраста (до 20 %). Основная часть населения Краснокамска занята в промышленности.
Национальный состав
В национальном составе преобладают русские (88 %).

## Экономика

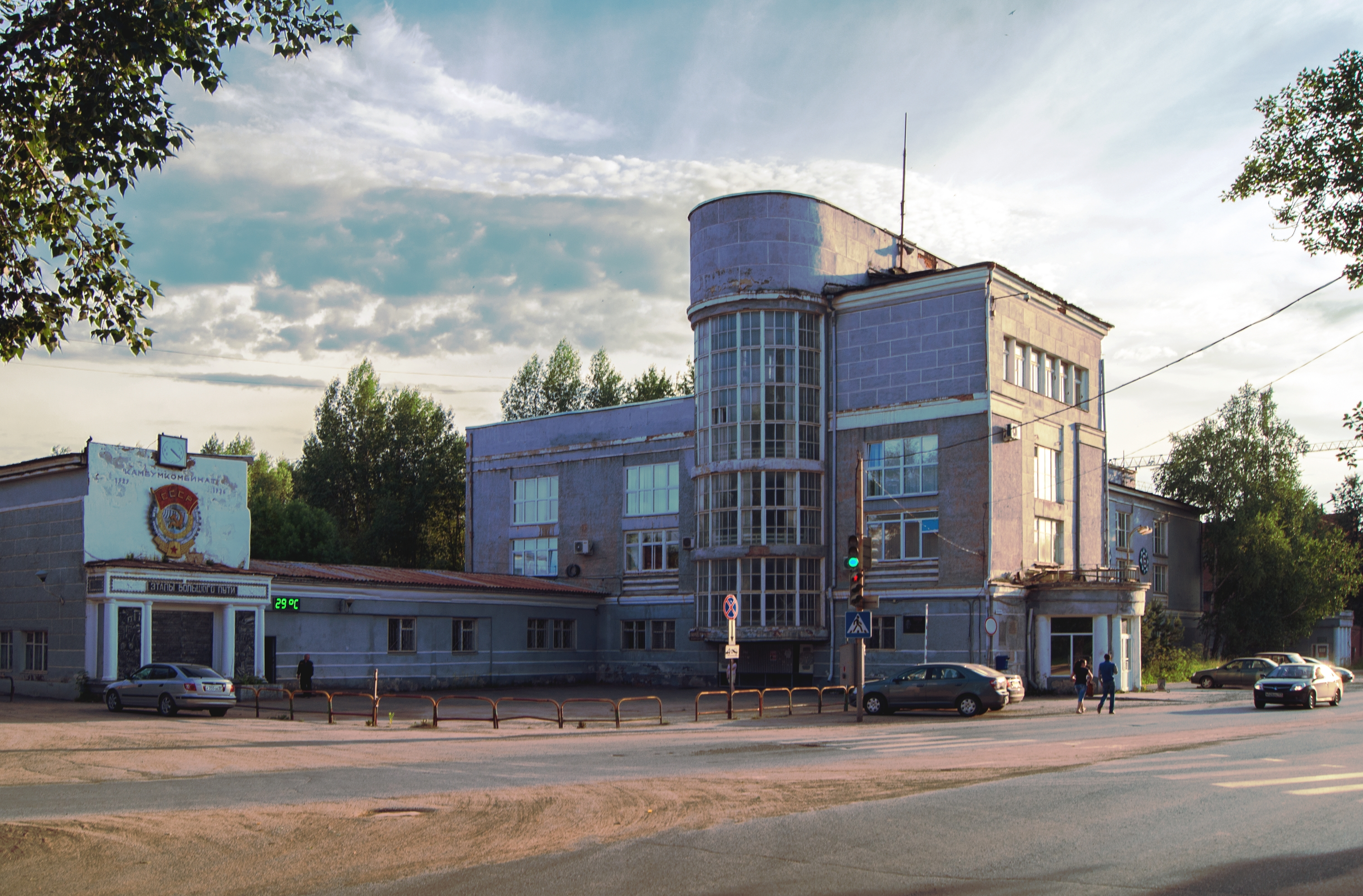
Здание управления краснокамского целлюлозно-бумажного комбината

Самым крупным предприятием является целлюлозно-бумажный комбинат, выпускающий писчую и типографскую бумагу и являющийся единственным в РФ производителем легкомелованной бумаги. Фабрика «Гознак» — ведущее в России предприятие, специализирующееся на разработке и выпуске ценных, документальных, печатных, писчих и чертёжных видов бумаг. На нужды промышленности всей страны работает завод металлических сеток, производящий также сетку из синтетических волокон.
Другая группа предприятий связана с нефтью, добыча которой ведётся нефтегазодобывающим управлением «Краснокамскнефть» на прилегающей к городу территории. Нефтепромысловое и нефтеперерабатывающее оборудование изготавливается на машиностроительных заводах «Спецнефтехиммаш», «Нефтегормаш», ООО СПК «Нефтехимсевис», ООО «Краснокамский машиностроительный завод»-Группа предприятий «ЗУМК». Разнообразна продукция завода бытовой химии. Работавший в городе нефтеперерабатывающий завод после пуска Пермского завода был закрыт. Нужды строительства обеспечивают заводы ЖБК и ЖБИ.
Краснокамский ремонтно-механический завод — изготовление металлоконструкций.
Лёгкая и пищевая промышленность представлена в городе несколькими предприятиями: швейная фабрика, бытовой комбинат, фабрика детской игрушки, мясокомбинат, комбикормовый завод.
В Краснокамске несколько крупных торговых центров и фирменные магазины производителей продуктов питания (свинокомплекса, совхоза «Труженик», мясокомбината).

## Административное устройство
- Дальний (мкр. Конец-Бор)
- Запальта
- Микрорайон Молодогвардейцев
- Кама
- Гознак
- Центр
- Новый Посёлок
- Звёздный
- Матросова
- Новое Матросово
- Заводской (Майский)
- Рейд
- Мясокомбинат

Также в Краснокамске есть территория от улицы Чапаева (по улице Пушкина) до КОА, которая именуется как Больничный городок. И территория севернее стадиона "Нефтяник" (от Спортивной улицы до Славгородской улицы) называется(лась) Нефтяник.

## Транспорт
Краснокамск имеет выгодное транспортное положение. Железнодорожная ветка протяжённостью 9 км Краснокамск — Оверята даёт выход на Транссибирскую магистраль. 1 сентября 2020 года восстановили электропоезд до Краснокамска со ст. Пермь-2 через ст. Оверята.
Через город проходит федеральная автодорога М-7 «Волга» Подъезд к Ижевску и Перми. Краснокамск связан автобусным сообщением с Кудымкаром, Оханском, Очёром и населёнными пунктами Краснокамского района.
Имеется пристань на Каме. В советское время осуществлялись речные пассажирские перевозки, позволявшие добраться на левый берег Камы, а также наиболее быстрым способом попасть в Усть-Качку.

## Климат
- Среднегодовая температура воздуха — 1,9 °C
- Относительная влажность воздуха — 72,1 %
- Средняя скорость ветра — 3,1 м/с

| Показатель                            | Янв.  | Фев. | Март | Апр. | Май  | Июнь | Июль | Авг. | Сен. | Окт. | Нояб. | Дек.  | Год |
| ------------------------------------- | ----- | ---- | ---- | ---- | ---- | ---- | ---- | ---- | ---- | ---- | ----- | ----- | --- |
| Средняя температура, °C               | −12,8 | −12  | −6   | 1,7  | 10,2 | 16,5 | 18,4 | 14,7 | 9,0  | 1,8  | −7,6  | −12,1 | 1,9 |
| Источник: NASA. База данных RETScreen |       |      |      |      |      |      |      |      |      |      |       |       |     |

## Социальная сфера
Обеспеченность населения жильём составляет 16 м² на 1 жителя (93 % площади оборудовано водопроводом, 92 % — канализацией, 85 % — горячим водоснабжением). В Краснокамске в 1946 г. был открыт целлюлозно-бумажный техникум, обеспечивающий квалифицированными техническими кадрами целлюлозно-бумажные предприятия всего Урала. В 2015 году переименован в Краснокамский политехнический техникум. Позднее здесь появилось медицинское училище. Общая численность учащихся техникума и училища составляет 1446 чел., из них на дневном отделении обучается 975 чел. Ежегодный выпуск за последние годы составляет около 400 чел. В городе около 18 % учащихся занимается во вторую смену.
В 2003 году открыто представительство Международного института экономики и права.
В рамках гражданской инициативы «Последний адрес» на доме № 3 по Трудовой улице установлен мемориальный знак с именем слесаря Саид-Гарея Шингареева, расстрелянного в годы сталинских репрессий.

## Экология

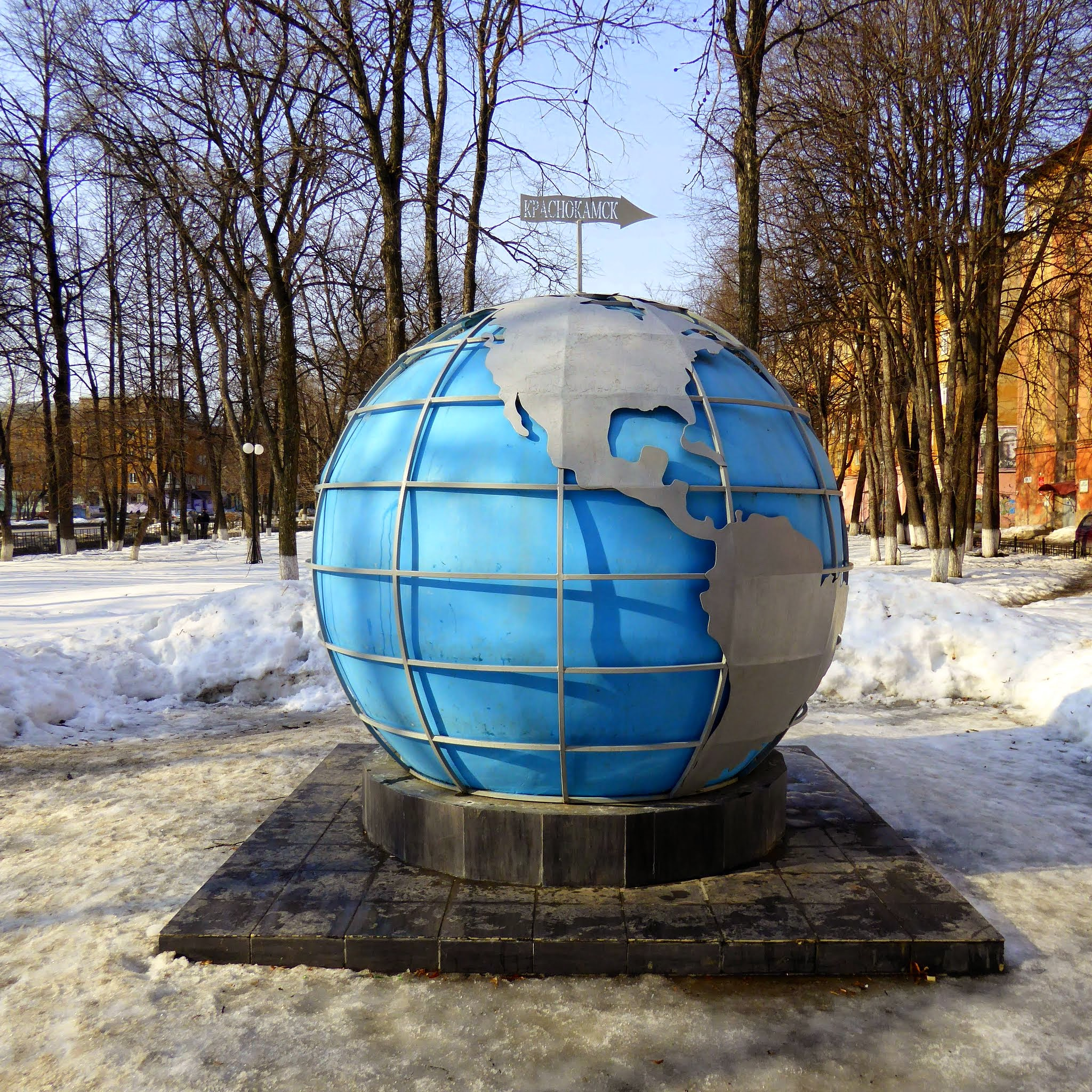
Арт-объект в Краснокамске в виде Земного шара

Промышленные предприятия и автотранспорт создают высокий уровень загрязнения, намного превышающий нормы. ЦБК выбрасывает в воздух сернистые соединения, ТЭЦ — 5 взвешенные вещества, окись углерода — от автомобильного потока по транзитной магистрали и др.
Инцидент в феврале 2010 года с прекращением водоснабжения в городе
Утром в понедельник 15 февраля 2010 года после обнаружения отравления воды, поступающей из Камы на фильтровальную (водоочистительную) станцию, была полностью прекращена подача воды всем городским потребителям по водопроводу. Без воды остались 1,33 тыс. домов, 26 детских садов, 15 школ и 4 поликлиники. Первоначальный анализ показал, что пахнущая ацетоном вода содержит сложный «химический коктейль», в котором в 18 раз превышена концентрация вредных веществ.
Министр природных ресурсов и экологии России Ю. П. Трутнев (губернатор Пермской области в 2000—2004 гг.) поручил провести проверку и определить источник загрязнения реки. Представители Росприроднадзора обнаружили, что нефтепродукты попали в реку в результате воскресной аварии на ЗАО «Промхимпермь».
После прочистки фильтров на фильтровальной станции и всей системы водоснабжения, воду пустили для горожан только днём в среду 17 февраля, постепенно поднимая к вечеру давление до нормального. Для жителей города в течение трёх дней была организована доставка питьевой воды в 11 автоцистернах.
В конце апреля 2010 года виновником аварии Кировским районным судом города Перми было признано ЗАО «Промхимпермь».